# Agria
Agria (en griego: Αγριά Μαγνησίας) es un antiguo municipio de Grecia en la periferia de Tesalia. En el censo de 2001 su población era de 5229 habitantes.
Fue suprimido a raíz de la reforma administrativa del Plan Calícrates en vigor desde enero de 2011, e integrado en el municipio de Volos.
Agria fue el lugar de nacimiento del mítico músico griego Vangelis.